# Channarāyapatna
Channarāyapatna är en ort i Indien.   Den ligger i distriktet Hassan och delstaten Karnataka, i den södra delen av landet, 1 800 km söder om huvudstaden New Delhi. Channarāyapatna ligger 855 meter över havet och antalet invånare är 37 681.
Terrängen runt Channarāyapatna är platt, och sluttar söderut. Runt Channarāyapatna är det tätbefolkat, med 308 invånare per kvadratkilometer. Channarāyapatna är det största samhället i trakten. Omgivningarna runt Channarāyapatna är en mosaik av jordbruksmark och naturlig växtlighet.